# عمران بن شاهین
عمران بن شاهین (درگذشته در سال ۳۶۰ ه. ق؛ ۹۷۹ م)؛ از شورشیان باتلاقهای جنوب عراق در قرن چهارم هجری بود که در زمان حکومت آل بویه در عراق سلسله حکومتی مستقلی بنام شاهینیان در هورهای جنوب بغداد (به عربی: بطايح) تشکیل داد. او از نبطیان الجامده (از روستاهای واسط در عراق) بود که بدنبال انجام دادن جرمی، از مجازات فرار کرده و به باتلاقهای جنوب عراق پناه برده بود. از بین امیران بویه، معزالدوله، عزالدوله و عضدالدوله (که امیری بسیار قدرتمند بود) با او جنگیدند که هیچکدام در شکست دادن کامل او موفق نبودند. عمران بن شاهین همانند بوییان شیعه بود و مسجد عمران بن شاهین در صحن علی ع در نجف مشهور است و به بقایای رواقی که عمران بن شاهین آن را ساخته بوده مسجد عمران گفته می‌شود.